# مقاطعة كوفينغتون (ألاباما)
مقاطعة كوفينغتون (بالإنجليزية: Covington County, Alabama)‏ هي إحدى مقاطعات ولاية ألاباما في الولايات المتحدة. تأسست سنة 1821، بلغ عدد سكانها 37765 نسمة في عام 2010 حسب إحصاء مكتب تعداد الولايات المتحدة وتصل الكثافة السكانية فيها 14 نسمة/كم2.

## وصلات خارجية
- www.covcounty.com